# Infraestrutura de TI
A infraestrutura de TI consiste nos componentes e serviços que fornecem a base para sustentar todos os sistemas de informação de uma organização. Ter uma organização competitiva exige uma grande variedade de equipamentos, softwares e ferramentas de comunicação para funcionar e fazer o básico, além dos serviços de profissionais treinados que saibam operar e administrar toda essa tecnologia. Cada organização deve projetar e administrar cuidadosamente sua infraestrutura, de modo que ela contenha o conjunto de serviços tecnológicos necessários para o trabalho que se quer realizar.
Os componentes (também conhecidos como plataforma) são divididos em hardware, software e tecnologias de comunicação e providenciam a base de todo o sistema. O profissional de TI usa estes componentes para gerar serviços, que incluem gerenciamento de dados, desenvolvimento de sistemas e novos métodos de segurança.
- Hardware: Consiste na tecnologia para processamento computacional, armazenamento, entrada e saída de dados. Inclui, também, equipamentos para reunir e registrar dados, meios físicos para armazená-los e os dispositivos de saída da informação processada.

- Software: É dividido em softwares de sistema e de aplicativos. Os de sistema administram os recursos e as atividades do computador. Os de aplicativos direcionam o computador a uma tarefa específica solicitada pelo usuário.

- Rede: Proporciona conectividade de dados entre funcionários, clientes e fornecedores. Isso inclui a tecnologia para operar as redes internas da organização, os serviços prestados por companhias telefônicas ou de telecomunicações e a tecnologia para operar sites e conectar-se com outros sistemas computacionais por meio da internet.

- Serviços: As organizações precisam de pessoas para operar e gerenciar os outros componentes da infraestrutura de TI, além de ensinar seus funcionários a usar essas tecnologias em suas atividades. Nem mesmo as grandes organizações tem a equipe, o orçamento ou a experiência requerida para implantar e operar a ampla gama de tecnologias que necessitam. Quando precisam fazer alterações profundas em seus sistemas, ou implantar uma estrutura completamente nova, em geral, as organizações recorrem a consultores externos que as ajudam com a integração do sistema.

## ITIL
ITIL (Information Technology Infrastructure Library) consiste em um conjunto de práticas recomendadas elaboradas com base em diversos setores públicos e empresariais, sendo o framework apropriado para organizações que regularmente lidam com o fornecimento, uso ou suporte de serviços de TI.

A gestão de serviços com o ITIL visa utilizar melhor os recursos de TI, aproveitando a capacidade do ambiente, organizando e disponibilizando melhor o conhecimento, reduzindo a ociosidade dos recursos e produzindo processos que possam ser repetidos, medidos e melhorados. Ele não é uma ameaça às estruturas atuais, mas sim um complemento que ajuda a melhorar o ciclo de vida dos processos e que deve ser usado como uma ferramenta de transformação e melhoria contínua na prestação de serviços de TI e geração de valor aos clientes.

## Computação em nuvem
Computação em nuvem é um paradigma da tecnologia da informação (TI) que permite acesso onipresente a pools compartilhados de recursos de sistema configuráveis e serviços que podem ser rapidamente provisionados com um esforço mínimo de gerenciamento, muitas vezes através da Internet. A computação em nuvem depende do compartilhamento de recursos para alcançar a coerência e economia de escala, semelhante a uma utilidade.
A premissa é usar uma infraestrutura terceirizada para economizar com manutenção e investimento de uma infraestrutura própria. A computação em nuvem permite que as organizações obtenham seus aplicativos funcionando mais rapidamente, com gerenciamento aprimorado e menos manutenção, e que permita que as equipes de TI ajustem os recursos mais rapidamente para atender à demanda flutuante e imprevisível do negócio. Os provedores de nuvem normalmente usam um modelo de "pay-as-you-go", que remove o comprometimento, por parte do usuário, de reservar por uma quantidade exata de recursos. Como o próprio nome já diz, o usuário paga por aquilo que usa, ou seja, se for necessário, ele tem a possibilidade de aumentar a quantidade de recursos reservados sem grandes esforços e de forma automática, mas que pode levar a despesas operacionais inesperadas se os administradores não estiverem familiarizados com os modelos de preços na nuvem.